# Football Club Femminile Como 2000 2001-2002
Questa pagina raccoglie i dati riguardanti il Football Club Femminile Como 2000 nella stagione 2001-2002.

## Organigramma

### Staff tecnico
| Allenatore:            | Luigino Mosconi    |
| Allenatore in seconda: | Vittorio Marinetti |
| Preparatore atletico:  | Barbara Fossati    |
| Preparatore portieri:  | Gianluca Franzo    |
| Medico sportivo:       | Alberto Giughello  |
| Fisioterapista:        | Maria Pia Bianchi  |

## Rosa
| N. |                   | Ruolo | Calciatrice         |
| -- | ----------------- | ----- | ------------------- |
|    | Italia (bandiera) | P     | Laura Carotti       |
|    | Italia (bandiera) | P     | Simona Neotti       |
|    | Italia (bandiera) | P     | Maria Luisa Ranzani |
|    | Italia (bandiera) | D     | Federica Arighi     |
|    | Italia (bandiera) | D     | Sabrina Bonanata    |
|    | Italia (bandiera) | D     | Pamela Campisano    |
|    | Italia (bandiera) | D     | Monica Carminati    |
|    | Italia (bandiera) | D     | Elena Cecchetto     |
|    | Italia (bandiera) | D     | Gaia Franken        |
|    | Italia (bandiera) | D     | Ada Motti           |
|    | Italia (bandiera) | D     | Lucia Motti         |
|    | Italia (bandiera) | C     | Elisa Ceresola      |
|    | Italia (bandiera) | C     | Chiara Del Menico   |

| N. |                   | Ruolo | Calciatrice        |
| -- | ----------------- | ----- | ------------------ |
|    | Italia (bandiera) | C     | Simona Mazzoni     |
|    | Italia (bandiera) | C     | Laura Pagani       |
|    | Italia (bandiera) | C     | Michela Pellizzoni |
|    | Italia (bandiera) | C     | Ilenia Prati       |
|    | Italia (bandiera) | C     | Fabiana Pulimeno   |
|    | Italia (bandiera) | C     | Nicole Sangiorgio  |
|    | Italia (bandiera) | C     | Federica Tamagnini |
|    | Italia (bandiera) | C     | Barbara Testa      |
|    | Italia (bandiera) | A     | Greta Bellini      |
|    | Italia (bandiera) | A     | Paola Brumana      |
|    | Italia (bandiera) | A     | Monica Mancini     |
|    | Italia (bandiera) | A     | Silvia Regalini    |
|    | Italia (bandiera) | A     | Agnese Ricco       |

## Calciomercato

### Sessione estiva
| Acquisti | Acquisti           | Acquisti  | Acquisti   |
| R.       | Nome               | da        | Modalità   |
| -------- | ------------------ | --------- | ---------- |
| C        | Federica Tamagnini | ACF Milan | svincolata |

| Cessioni | Cessioni | Cessioni | Cessioni |
| R.       | Nome     | a        | Modalità |
| -------- | -------- | -------- | -------- |
|          |          |          |          |

## Risultati

### Serie A

#### Girone di andata
| Arbitro: | De Toni (Schio) |

|                           |           |  |
| Sberti 53’, 63’ Conti 41’ | Marcatori |  |

| Arbitro: | D'Andrea (Venosa) |

|                |           |                |
| Del Menico 56’ | Marcatori | 7’ Vantaggiato |

| Roma 5 gennaio 2002, ore 14:30 CET 12ª giornata | Ruco Line Lazio | 13 – 0 | Como 2000 | Stadio Tre Fontane |

#### Girone di ritorno
| Arbitro: | Arcangeli |

|  |           |                           |
|  | Marcatori | 13’, 90’ Parejo 63’ Carta |

| Arbitro: | Atzori (Roma) |

|  |           |           |
|  | Marcatori | 11’ Ricco |

| 27 aprile 2002, ore 16:00 CEST 25ª giornata | Como 2000 | 0 – 5 | Ruco Line Lazio |  |

### Coppa Italia
| 22 dicembre 2001 | Lucca 7 | 2 – 4 | Como 2000 |  |

| 23 gennaio 2002 Ottavi di finale - Andata | Agliana | 2 – 1 | Como 2000 |  |

| 2 febbraio 2002 Ottavi di finale - Ritorno | Como 2000 | 1 – 0 | Agliana |  |

| Monza 27 febbraio 2002 Quarti di finale - Andata | Fiammamonza | 3 – 0 | Como 2000 | Stadio Gino Alfonso Sada |

| 13 marzo 2002 Quarti di finale - Ritorno | Como 2000 | 1 – 1 | Fiammamonza |  |

## Statistiche

### Statistiche di squadra
| Competizione | Punti | In casa | In casa | In casa | In casa | In casa | In casa | In trasferta | In trasferta | In trasferta | In trasferta | In trasferta | In trasferta | Totale | Totale | Totale | Totale | Totale | Totale | DR  |
| Competizione | Punti | G       | V       | N       | P       | Gf      | Gs      | G            | V            | N            | P            | Gf           | Gs           | G      | V      | N      | P      | Gf     | Gs     | DR  |
| ------------ | ----- | ------- | ------- | ------- | ------- | ------- | ------- | ------------ | ------------ | ------------ | ------------ | ------------ | ------------ | ------ | ------ | ------ | ------ | ------ | ------ | --- |
| Serie A      | 18    | 13      | -       | -       | -       | -       | -       | 13           | -            | -            | -            | -            | -            | 26     | 4      | 6      | 16     | 22     | 74     | -52 |
| Coppa Italia | -     | 2       | 1       | 1       | 0       | 2       | 1       | 3            | 1            | 0            | 2            | 5            | 7            | 5      | 2      | 1      | 2      | 7      | 8      | -1  |
| Totale       | -     | -       | -       | -       | -       | -       | -       | -            | -            | -            | -            | -            | -            | 31     | 6      | 7      | 18     | 29     | 82     | -53 |